# Пенообразователь
Пенообразова́тели — вещества, участвующие в образовании устойчивой пены. Существуют натуральные и искусственные пенообразователи.

## Пищевые пенообразователи
Применяются в производстве кондитерских изделий (например халвы), напитков (молочный коктейль).
- Яичный белок;
- Молочные сливки;
- Агар-агар;
- Желатин;
- Пектины;
- Солодковый корень, он же лакрица;
- Мыльный корень;
- Корень алтея;
- Каррагинан;
- Экстракт Квиллайи (E999);
- Триэтилцитрат (E1505).

## Пенообразователи, используемые в строительстве
Применяются для производства ячеистых бетонов (пенобетона, пеногипса, пеномагнезита).
1. Пенообразователи, применяемые для получения пены, смешиваемой с вяжущим (способ сухой минерализации пены) или затворенным вяжущим. Характеризуются стойкой пеной с равномерной структурой. Для вспенивания используют специальные устройства — пеногенераторы, поризаторы и пр.
В XIX веке строители подмешивали бычью кровь, в начале XX века — мыльный корень. В настоящее время применяются в основном готовые пенообразователи, выпускаемые как товарные продукты. В таких пенообразователях в качестве основы используются гидролизаты белков растительного и животного происхождения, полученные на основе крови, а также смолу древесную омыленную (клееканифольный пенообразователь, СДО) и различные синтетические пенообразователи.
2. Пенообразователи, непосредственно вводимые в затворенное вяжущее. Воздух в структуру материала захватывается для быстрого перемешивания смеси (турбулентный способ и баротехнология). В подобных системах используют только синтетический пенообразователь, так как он быстро вспенивается и выдерживает высокое давление. При работе же с пеногенераторами применяют белковый (он же протеиновый, органический) пенообразователь, так как уже готовый вспененный раствор соединяется со смесью и не подвергается избыточному давлению, пена в данном случае получается более устойчивой и вязкой, межпоровые перегородки толще, и благодаря этому, конечный продукт обладает более высокой прочностью и наилучшими эксплуатационными качествами.

## Пенообразователь для пожаротушения
Пенообразователь для пожаротушения — Концентрированный водный раствор стабилизатора пены (поверхностно-активного вещества), образующий при смешении с водой рабочий раствор пенообразователя или смачивателя.
Применяются для тушения пожаров и согласно ГОСТ Р 50588-2012 делятся на пенообразователи общего и целевого назначения.
Пенообразователи общего назначения — пенообразователи, используемые для получения пены различной кратности и растворов смачивателей при тушении горючих жидкостей, твердых горючих материалов, волокнистых и тлеющих веществ, для защиты строительных конструкций, технологических аппаратов и хранящихся материалов от воздействия тепловых потоков. По химическому составу пенообразователи общего назначения классифицируются как синтетические углеводородные типа S.
Пенообразователи целевого назначения — пенообразователи, используемые в основном при тушении нефти, нефтепродуктов, водонерастворимых и водорастворимых горючих жидкостей. По химическому составу пенообразователи целевого назначения подразделяют на: синтетические углеводородные типов S, S/AR; синтетические фторсодержащие типов AFFF, AFFF/AR, AFFF/AR-LV; фторпротеиновые типов FP, FFFP, FP/AR и FFFP/AR.
По способности образовывать пену определенной кратности на стандартном пожарном оборудовании пенообразователи подразделяются на виды:
• пенообразователи для тушения пожаров пеной низкой кратности (кратность пены от 4 до 20);
• пенообразователи для тушения пожаров пеной средней кратности (кратность пены от 21 до 200), при этом кратность пены при проведении стандартных испытаний для пленкообразующих пенообразователей должна быть не менее 40;
• пенообразователи для тушения пожаров пеной высокой кратности (кратность пены более 200).

## Синтетические пенообразователи
Применяются в производстве моющих средств и пен для пожаротушения.

## Пенообразователи для металлов
Добавляются в расплавленные металлы, выделившийся водород придаёт застывшей отливке ячеистую структуру (пенометалл). Примеры:
- порошковый гидрид титана
- порошковый гидрид циркония(II)